# Capitals d'Edmonton
Pour les articles homonymes, voir Capitals.
Les Capitals d'Edmonton, appelés originellement les Edmonton Cracker-Cats, est le nom d'une ancienne une équipe professionnelle indépendante canadienne de baseball de ligue mineure, qui a joué entre 2005 et 2011 dans plusieurs ligues.
Les Capitals étaient basés à Edmonton (Alberta), et jouaient au Telus Field. L'équipe a été fondée en 2005 sous le nom d'Edmonton Cracker-Cats et, avec ses frères provinciaux les Calgary Vipers (en), a rejoint la ligue nord-américaine (1993-2010) dans le cadre de la tentative de cette ligue d'étendre sa présence au Canada.
Les Cracker-Cats sont passés à la Golden Baseball League (en) en 2008 et ont été vendus à Daryl Katz (en), le propriétaire des Oilers d'Edmonton, en 2009. L'équipe a adopté le nom de Capitals après l'achat par Katz et a également adopté les mêmes couleurs que son frère corporatif.
L'équipe a joué pour la dernière fois en 2011 en tant que membre de la ligue nord-américaine.